# Germán Larrea Mota-Velasco
Germán Larrea Mota-Velasco (nascido em 26 de outubro de 1953, na Cidade do México) é um empresário mexicano e CEO do Grupo México, a maior empresa de mineração do país. É também o segundo homem mais rico de seu país e uma das pessoas mais ricas do mundo segundo a revista Forbes, com uma fortuna de dezesseis bilhões de dólares em 2011.
Em 2012 a revista Forbes classificou Velasco como a 49° pessoa mais rica do mundo, com 14,2 bilhões de dólares.